# Wereldkampioenschappen bobsleeën 2019
De wereldkampioenschappen bobsleeën 2019 (officieel: BMW IBSF World Championships Bob + Skeleton 2019) werden gehouden van 25 februari tot en met 10 maart in Whistler, Canada. Er stonden vier onderdelen op het programma. Tegelijkertijd worden in Whistler de wereldkampioenschappen skeleton afgewerkt.

## Wedstrijdschema
| Onderdeel       | 1 maart    | 2 maart    | 3 maart    | 8 maart    | 9 maart    |
| --------------- | ---------- | ---------- | ---------- | ---------- | ---------- |
| Tweemansbob (m) | run 1 en 2 | run 3 en 4 |            |            |            |
| Tweemansbob (v) |            | run 1 en 2 | run 3 en 4 |            |            |
| Teamwedstrijd * |            |            | Alle runs  |            |            |
| Viermansbob (m) |            |            |            | run 1 en 2 | run 3 en 4 |

* In de landenwedstrijd kwamen per landenteam twee 2-mansbobsleeën (m/v) en twee skeletonsleeën (m/v) in actie.

## Medailles
| Onderdeel       | Goud | Goud    | Zilver                                                                                                   | Zilver  | Brons | Brons   |
| --------------- | --- | ------- | --- | ------- | --- | ------- |
| Tweemansbob (m) | Duitsland Francesco Friedrich Thorsten Margis                                                                  | 3.24,54 | Canada Justin Kripps Cameron Stones                                                                      | 3.25,13 | Duitsland Nico Walther Paul Krenz                                                                             | 3.25,43 |
| Viermansbob (m) | Duitsland Francesco Friedrich Candy Bauer Martin Grothkopp Thorsten Margis                                     | 3.21,33 | Letland Oskars Ķibermanis Matīss Miknis Arvis Vilkaste Jānis Strenga                                     | 3.21,62 | Canada Justin Kripps Ryan Sommer Cameron Stones Benjamin Coakwell                                             | 3.21,78 |
| Tweemansbob (v) | Duitsland Mariama Jamanka Annika Drazek                                                                        | 3.30,08 | Duitsland Stephanie Schneider Ann-Christin Strack                                                        | 3.31,14 | Canada Christine de Bruin Kristen Bujnowski                                                                   | 3.31,25 |
| Team            | Duitsland Christopher Grotheer Anna Köhler Lisa Sophie Gericke Sophia Griebel Johannes Lochner Marc Rademacher | 3.31,85 | Canada Dave Greszczyszyn Christine de Bruin Kristen Bujnowski Mirela Rahneva Nick Poloniato Keefer Joyce | 3.32,00 | Verenigde Staten Greg West Brittany Reinbolt Jessica Davis Savannah Graybill Geoffrey Gadbois Kristopher Horn | 3.32,49 |

### Medailleklassement
| Plaats | Land             | Goud | Zilver | Brons | Totaal |
| 1      | Duitsland        | 4    | 1      | 1     | 6      |
| 2      | Canada           | 0    | 2      | 2     | 4      |
| 3      | Letland          | 0    | 1      | 0     | 1      |
| 4      | Verenigde Staten | 0    | 0      | 1     | 1      |
| Totaal | Totaal           | 4    | 4      | 4     | 12     |